# Einbeinstativ

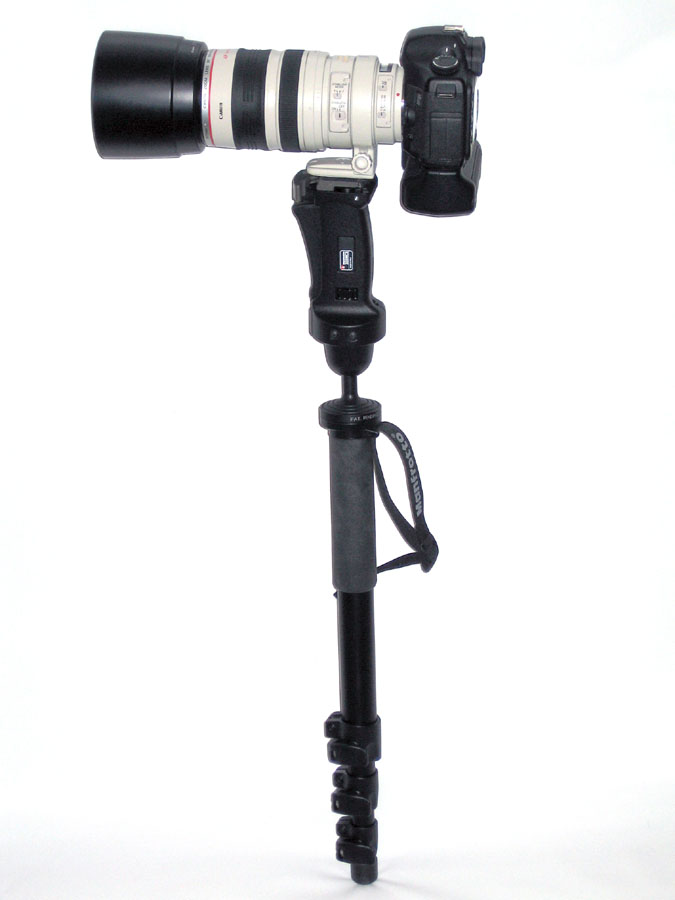
Einbeinstativ (mit Handgriff am Objektiv montiert) mit Kamera

Ein Einbeinstativ (auch Monopod, von altgr. μόνος monos ‚einzeln‘ und πούς pous ‚Fuß‘) ist ein transportables Stativ zum besseren Halt der Aufnahmegeräte (wie Foto- oder Videokamera) und besitzt – im Gegensatz zu den weit verbreiteten Dreibeinstativen (Tripods) – nur ein Bein. Das Bein ist zumeist mit Teleskoprohren hergestellt, damit es schnell justierbar aber auch platzsparend transportierbar ist.
Das Einbeinstativ ermöglicht längere Belichtungszeiten, indem es sozusagen als „Haltehilfe“ für das Aufnahmegerät bei schlechten Lichtverhältnissen dient.
„Haltehilfe“ deshalb, weil es nicht allein steht, sondern vom Benutzer gehalten wird. Es findet auch häufig Verwendung bei der Benutzung von langen Brennweiten.
Das Einbeinstativ wird üblicherweise auf dem Boden abgestützt. Es gibt allerdings auch die Möglichkeit es in eingekürzter Länge auf einem Tisch, Stuhl etc., auf der Hüfte oder in einer Jackentasche abzustützen.
Es verringert das Risiko unerwünschten Verwackelns bei Aufnahmen mit einer längeren Belichtungszeit, es ist leichter und kompakter als das Dreibeinstativ, passt eher in eine Fototasche und nützt gerade bei schlechten Lichtverhältnissen.
Als Faustregel zur scharfen Ablichtung bei Freihandfotografie gilt, dass die Belichtungszeit in Sekunden kürzer sein sollte, als der Kehrwert der verwendeten Kleinbild-äquivalenten Brennweite in Millimetern. Beispiel: Wird ein Objektiv mit einer Brennweite von 90 mm verwendet, ist keine längere Belichtungszeit als eine 1/90 Sekunde zu verwenden, wenn scharfe Aufnahmen entstehen sollen. Ein Einbeinstativ kann hier hilfreich sein auch bei dunkleren Lichtverhältnissen verwacklungsfreie Aufnahmen zu erzielen. Für lange Belichtungszeiten (spätestens im Sekundenbereich) ist ein Dreibeinstativ unverzichtbar.

## Verwendung als Steadycam
Mit modernen, leichten Camcordern ist es trotz Bildstabilisator oft schwierig, Szenen aus der Hand zitterfrei zu filmen. Aufnahmen im Laufen sind häufig unbrauchbar. Das Einbeinstativ kann hier als kostengünstige und zugleich relativ leichte Alternative zu einer Steadycam verwendet werden. Dazu wird das (teilweise) zusammengeschobene Stativ an der Kamera montiert und beim Filmen am oder etwas über dem gemeinsamen Schwerpunkt gehalten. Selbst Aufnahmen im Laufen wirken so als ob die Kamera „schwebt“.
Das hängende Ankoppeln des im Vergleich zur Kamera langen Stativbeins vergrößert die Trägheitsmomente um die zwei horizontalen Achsen stark. Indem typisch nur eine Hand das Stativ führt, führen Drehungen des Schultergürtels kaum zum Verdrehen der Kamera. Umgekehrt kann ein Schwenk leicht durch Abrollen des Stativbeins zwischen Daumen und Fingern oder aus dem Handwurzelgelenk heraus erfolgen.

## Verwendung als Hilfsmittel für Selfies
Nach oben gehalten, erlauben leichte Ausführungen des Stativs in Verbindung mit einem Smartphone oder einer leichten Kamera Selfies auch im Gedränge vor Sehenswürdigkeiten. Diese dienen dann gleich als Hintergrund. Die Reichweite des Arms wird verlängert, und so die Höhe vergrößert. Dadurch sind auch Gruppenbilder möglich. Voraussetzung dafür ist, dass die optische Achse über ein Kugel- oder Scharniergelenk von 90° bis auf etwa 30° zum Stativfuß hin kippbar ist.

## Vorteile
Man kann schneller den Ort wechseln und die Kamera schneller drehen, als mit einem Dreibeinstativ. Daher werden Einbeinstative vor allem zur Sport- und Actionfotografie verwendet. Auf Konferenzen, Festen oder anderen Veranstaltungen mit professionellen Fotografen kommen Einbeinstative häufig zum Einsatz. Meistens sind Einbeinstative, im Gegensatz zu Dreibeinstativen, in Museen (wegen der geringeren Unfallgefahr für Passanten) erlaubt.
Das oft nicht unerhebliche Gewicht von Kameras mit Teleobjektiven stützt sich mit einem Einbeinstativ am Boden ab und muss daher nicht aus freier Hand gehalten werden; das ermöglicht ein langes, ermüdungsfreies Arbeiten. Auch ein am Boden stehendes einbeiniges Stativ stützt die Kamera gegen Verkippen, insbesondere mit langem Objektiv nach vornüber. Wird überwiegend in etwa horizontale Richtungen fotografiert, benötigt man kein Stativgelenk, da seitliche Schwenks samt Stativbein erfolgen können.

## Weitere Einsatzbereiche
- Unterstützung für ein Gewehr beim "freihändigen" Schießen. Unabdingbar beim (historischen) Schießen mit der Muskete als Musketengabel bzw. modernem Zielstock
- Unterstützung für ein Fernglas (auch Doppelglas) mit höherer Vergrößerung.
- Beim Einsatz eines Peilkompasses (Dazu muss das Einbeinstativ antimagnetisch sein).

## Nachteile
Mit Einbeinstativen sind keine in selbem Maße verwacklungsfreien Aufnahmen möglich wie beim Dreibein.
Mit montiertem Einbeinstativ kann die Kamera kaum noch abgelegt werden; ein Trennen der Kamera vom Stativ ist oft unerlässlich, ein Stativkopf mit einer Schnellwechselplatte daher sehr empfehlenswert. Ein Einbeinstativ ohne Kugelkopf muss für Schwenks nach oben oder unten stark geneigt werden und gerät so schnell aus dem Gleichgewicht. Hochkantaufnahmen sind entweder nur mit entsprechendem Stativkopf oder einer Objektivschelle möglich.
Idealerweise koppelt jedes Stativ unter dem Schwerpunkt der Kamera-Objektiv-Einheit an. Lange, schwere Objektive weisen daher typisch einen eigenen Stativanschluss (eventuell für Hochformataufnahmen schnell um die optische Achse verdrehbar) auf. In dem Maß, wie weit das Stativ die Kamera außerhalb des Schwerpunkts unterstützt, verbiegt das resultierende Kippmoment das Stativbein, was beim ersten Aufsetzen am Boden zu Federungsschwingungen um die Kamera-Querachse führen kann.

## Trivia
Manche Anwender verwenden an einem Einbeinstativ statt eines Stativkopfes eine Platte (oft mit Filz belegt), um die Kamera schnell von Quer- auf Hochformat umzusetzen oder "entfesselt" einzusetzen. Auch bei Verwendung als Gewehrstütze und Unterstützung für Ferngläser hat es sich bewährt.